# Wimmerův palác
Wimmerův palác nebo také dům U Zlatého kola je klasicistní palác, který se nachází na adrese Rytířská 402/18 na Starém Městě v městské části Praha 1 a sousedí s palácem Hrobčických (Rytířská čp. 401/20), s nímž má společného majitele. Je od roku 1964 chráněn jako kulturní památka České republiky.
Vinou nepovolených stavebních úprav v letech 2004–2005 je tento palác zejména v interiérech závažně poškozen a zůstává od té doby prázdný, nevyužívaný.

## Historie

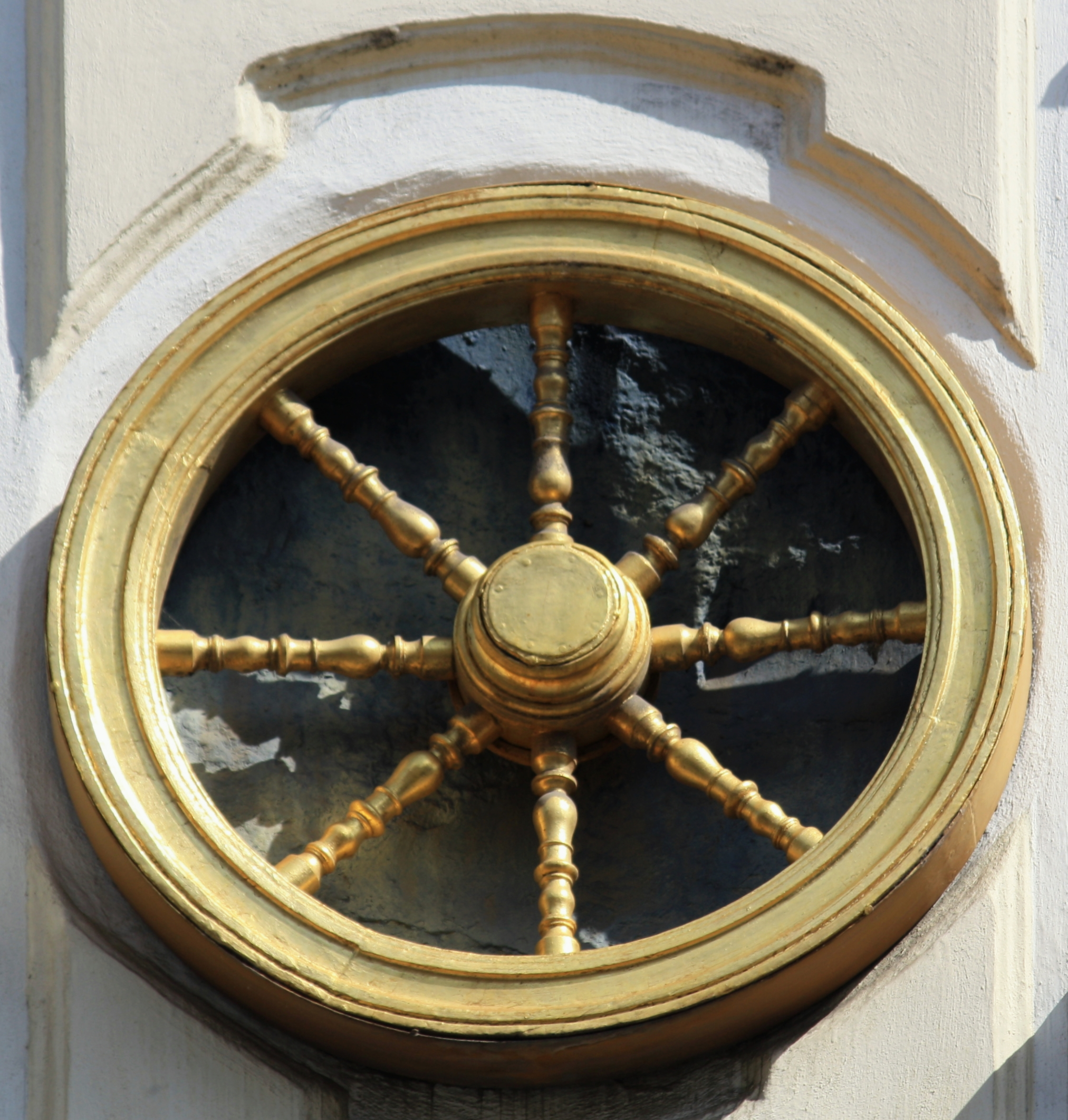
Zlaté kolo na domovním znamení v průčelí, podle nějž byl palác pojmenován

Wimmerův palác a sousední, funkčně propojený palác Hrobčických (čp. 401, také dům U Tobolky) vznikly na místě původních objektů, postavených krátce po založení tzv. Havelského města ve 13. století. Dům U Zlatého kola koupil v roce 1779 Jakub Wimmer, který nechal krátce poté realizovat raně klasicistní přestavbu, při které vzniklo i hlavní uliční průčelí; autorství je někdy připisováno Ignáci Janu Nepomuku Palliardimu. Zadní budova s průčelím v Provaznické ulici 402/5 vznikla pravděpodobně po roce 1810 jako jednopatrová, v roce 1826 ji Karel Pollak zvýšil o další patro a zadní fasádu upravil. V roce 1908 byly původní ozdobné vázy na atice hlavního průčelí nahrazeny novodobými. Poslední přestavby proběhly ve 30. letech 20. století, kdy bylo vybouráno přízemí, nově vybetonováno a přeměněno na velikou prodejnu.
Po roce 1989 byly oba objekty, Wimmerův palác i palác Hrobčických, privatizovány. 

### Zničující rekonstrukce
Obě budovy byly od roku 1992 ve vlastnictví společností T.V.B. spol. s r.o. a CVTB spol. s r.o. V létě roku 2004 do nich vstoupil italský investor Cesare Belliti, vzápětí byly zahájeny rozsáhlé bourací práce a provedena půdní vestavba, ačkoliv bylo třikrát majiteli ze strany NPÚ i Odboru památkové péče Magistrátu hl. města Prahy nařízeno, aby nepovolené úpravy okamžitě zastavil. Teprve trestní oznámení podané ze strany obou úřadů i Klubu Za starou Prahu vedlo v březnu 2005 k přerušení „rekonstrukčních“ prací. Výsledkem bourání interiérů, jež dle slov italského architekta Martiniho bylo pouhými „přípravnými prácemi, které byly nezbytné, aby se neztrácel čas při čekání na vyřešení byrokratických průtahů“, je architektonicko-umělecké znehodnocení obou paláců a nevratná ztráta archeologických nálezových situací. Ve většině prostor paláců jsou zbourány vnitřní dělicí zdi, otlučeny historické omítky (včetně středověkých fresek a raně novověkých přemaleb), zcela nebo částečně rozebrány stropy a v cihelné gotické dělicí zdi mezi oběma domy jsou proraženy průchody. Pod podlahou bývalé prodejny byly vykopány a odvezeny zásypy kleneb goticko-renesančních sklepů (měly být později zcela odstraněny za účelem výstavby podzemních garáží), v prvním patře paláce byly poškozeny pozdně barokní interiéry. Staré okenice, vestavěné skříně a dveře s deštěním dveřních nik byly neodborně zbaveny původních nátěrů. 
V roce 2007 byl vydán trestní příkaz proti jednateli tehdejšího vlastníka za poškození nemovitých kulturních památek. Následně objekt zůstával bez údržby, od roku 2014 je stav stabilizován.

## Současnost

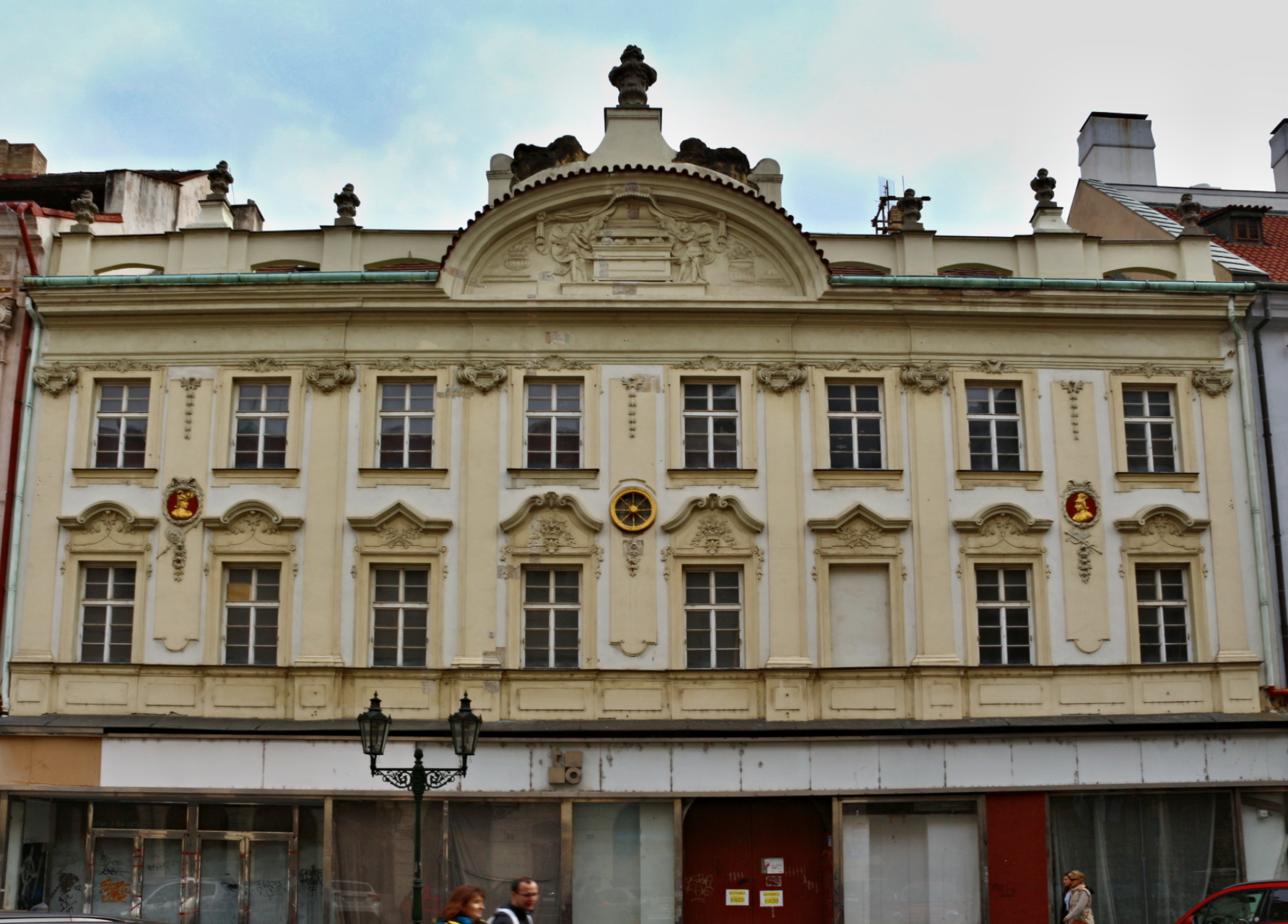
Wimmerův palác v březnu 2017

Dům spolu se sousedním palácem Hrobčických vlastní společnost Sluneční chrám MAITREA a.s. kontroverzního podnikatele Antonína Koláčka. Záměrem dalšího využití objektů č.p. 401 (palác Hrobčických), č.p. 402 (Wimmerův palác) a také č.p. 403 (dům U Modré růže) je vytvoření lázeňského zařízení včetně rehabilitačních, seminárních a restauračních provozů. Součástí rekonstrukce má být restaurování některých hodnotných prostor, uměleckých děl (včetně nástěnných maleb) i uměleckořemeslných děl  (truhlářských, kamenných, kovových, štukových a sádrových). Stav objektů je ale havarijní; stavební práce ještě (v roce 2021) nebyly zahájeny.